# رد الشمس
ردّ الشمس حادثة تذكرها كتب الشيعة، بأنها إحدى فضائل علي بن أبي طالب، وهو من الأحاديث المتواترة والمشهورة.

## مكان الحادثة
وقعت في مسجد الفضيخ ويعرف اليوم بمسجد الشمس، وهو مسجد صغير، يقع شرقي مسجد قباء على شفير الوادي.

## حادثة ردّ الشمس
وقعت حادثة ردّ الشمس مرتين؛ مرة في حياة رسول الله ﷺ، ومرة بعد رحلته.

### في حياة النبي
يروي الحموي في كتابه فرائد السمطين عن أسماء بنت عميس أن رسول الله ﷺ كان رأسه في حجر علي، فكره أن يحرّكه حتى غابت الشمس ولم يصل العصر، ففرغ رسول الله صلى الله عليه وآله وسلم وذكر علي أنّه لم يصل العصر، فدعا رسول الله ﷺ أن يرد عليه الشمس، فأقبلت الشمس ولها خوار حتى ارتفعت على قدر ما كانت وقت العصر، قالت: فصلى ثم رجعت.

### بعد حياته
روي عن جويرية بن مسهر أنّه قال:« أقبلنا مع أمير المؤمنين علي بن أبي طالب عليه السلام من قتل الخوارج حتى إذا قطعنا في أرض بابل، حضرت الصلاة، فنزل أمير المؤمنين عليه السلام و نزل الناس، فقال عليه السلام: أيّها الناس إنّ هذه أرض ملعونة قد عذبت في الأرض ثلاث مرات، و هي أول أرض عبد فيها الوثن، و إنه لا يحل لنبي ولا وصي نبي أن يصلي فيها، فمن أراد منكم أن يصلي فليصل، فمال الناس عن جنبي الطريق و ركب هو بغلة رسول الله ﷺ و مضى».
قال جويرية « قلت: و الله لأتبعن أمير المؤمنين عليه السلام و لاُقلّدنّه صلاتي اليوم، فمضيت خلفه،  فوالله ما جزنا جسر سوراء حتى غابت الشمس، فشككت، فالتفت إليّ و قال: يا جويرية أشككت؟ قلت: نعم يا أمير المؤمنين، فنزل عليه السلام عن ناحيته فتوضأ ثم قام، فنطق بكلام لا أحسنه الاّ كأنّه بالعبراني، ثم نادى الصلاة، فنظرت والله إلى الشمس و قد خرجت من بين جبلين لها صرير: فصلى العصر وصليت معه. فلما فرغنا من صلاتنا عاد الليل كما كان، فالتفت إليّ و قال: يا جويرية بن مسهر إنّ الله عز و جل يقول: ( فسبح باسم ربك العظيم ) و إني سألت الله عز وجل باسمه العظيم فردّ عليّ الشمس».

## الحادثة في الشعر
قول الحافظ السروي
وقال الحميري
المفجع محمد بن أحمد الكاتب البصري

## حادثة رد الشمس في زيارة علي بن أبي طالب
جاء ذكر حادثة رد الشمس في زيارة علي بن أبي طالب في يوم ميلاد رسول الله ﷺ
«السلام عليك يا مصباح الضياء السلام عليك يا من خصه النبي بجزيل الحِباء السلام عليك يا من بات على فراش خاتم الأنبياء و وقاه بنفسه شر الأعداء السلام عليك يا من رُدت له الشمس فسامى شمعون الصفا».

## حادثة ردّ الشمس عند أهل السنة
حادثة ردّ الشمس لم تثبت لدى أهل السنة ففي حديث دعوة النبي لرد الشمس له فرويت بعدة طرق منها عن أسماءَ بنتِ عُمَيسٍ أنها قالت: «أقبل علي ذاتَ يومٍ وهو يريد أن يصليَ العصرَ مع رسولِ اللهِ صلَّى اللهُ عليه وسلَّمَ، فوافق رسولَ اللهِ صلَّى اللهُ عليه وسلَّمَ قد انصرف ونزل عليه الوحيُ، فأسندَه إلى صدرِه، فلم يزلْ مُسنِدَه إلى صدرِه حتى أفاق رسولُ اللهِ صلَّى اللهُ عليه وسلَّمَ، فقال: أصليتَ العصرَ يا علي؟ قال: جئتُ والوحيُ ينزل عليك، فلم أزلْ مُسندَك إلى صدري حتى الساعةِ. فاستقبل رسولُ اللهِ صلَّى اللهُ عليه وسلَّمَ القبلةَ وقد غربتِ الشمسُ، فقال: اللهمَّ إنَّ عليًا كان في طاعتِك فاردُدْها عليه. قالت أسماءُ: فأقبلتِ الشمسُ ولها صريرٌ كصريرِ الرَّحى حتى ركدتْ في موضعِها وقتَ العصرِ، فقام علي مُتمكِّنًا فصلَّى العصرَ، فلما فرغ رجعتِ الشمسُ ولها صريرٌ كصريرِ الرَّحى، فلما غابت الشمسُ اختلط الظلامُ، وبدتِ النُّجومُ». وفي هذا الحديث علل اسنادية بجهل أحوال الرواة وعدم ثبوت رواية بعضهم عن بعض وقد حاول البعض تصحيحها وقال الألباني إن هذا الحديث «كذب موضوع لا أصل له»
وعن جابر وأبي سعيد الخدري « أن رسول الله ﷺ نزل عليه جبريل يوماً يناجيه  من عند الله، فلما تغشّاه الوحي توسّد فخذ أمير المؤمنين، فلم يرفع رأسه حتى غابت الشمس، فصلّى عليّ العصر بالإيماء، فلما استيقظ النبي - ﷺ - قال له: سل الله تعالى يرد عليك الشمس لتصلي العصر قائما، فدعا، فرُدت الشمس، فصلّى العصر قائما.» وأما الثانيةُ: «فلما أراد أن يعبرَ الفُراتَ ببابلٍ اشتغل كثيرٌ من أصحابِه بتعبيرِ دوابِّهم ، وصلى لنفسِه في طائفةٍ من أصحابِه العصرَ ، وفات كثيرٌ منهم ، فتكلَّموا في ذلك ، فسأل اللهَ ردَّ الشمسِ فرُدَّتْ»، هذا الحديث يعد من الموضوعات وقد ذكره ابن الجوزي في كتابه الموضوعات وقال هذا حديث موضوع بلا شك وقد اضطرب الرواة فيه، كما ذكره ابن تيمية في الأحاديث المكذوبة كما انه لم تصح حادثة بابل.
رد هذا الحديث العالم الشيعي هاشم معروف الحسيني والذي اعتبره «هذه الروايات من موضوعات الغلاة وهي إما من الأخبار التي دسها أصحاب المغيرة بن سعيد في كتب أصحاب الباقر أو مما دسه أصحاب أبي الخطاب في كتب الصادق وجعلوا لها أسانيد من أصحاب الأئمة».
الرد العقلي لابن تيمية على القصة أن النبي ﷺ فاتته صلاة العصر يوم الخندق، فصلاها قضاء هو وكثير من أصحابه، ولم يسأل الله رد الشمس، وفي «الصحيح» أن النبي ﷺ قال لأصحابه، بعد ذلك لما أرسلهم إلى بني قريظة، «لا يصلين أحد العصر إلا في بني قريظة»، فلما أدركتهم الصلاة في الطريق، قال بعضهم: لم يرد من تفويت الصلاة، فصلوا في الطريق، فقالت طائفة: لا نصلي إلا في بني قريظة، فلم يعنف واحدة من الطائفتين، فهؤلاء الذين كانوا مع النبي ﷺ صلوا العصر بعد غروب الشمس وليس علي بأفضل من النبي ﷺ، فإذا صلاها هو وأصحابه معه بعد الغروب، فعلي وأصحابه أولى بذلك، فإن كانت الصلاة بعد الغروب لا تجزي أو ناقصة تحتاج إلى رد الشمس كان رسول الله ﷺ أولى برد الشمس.
اما حديث جويرية فلا أصل له لدى أهل السنة.

## من ألف فيه كتاباً
هناك عدة أفردوا الحديث بالتأليف، وجمعوا فيه طرقه وأسانيده، منهم:
1. أبو بكر الوراق، كتاب (في من روى ردّ الشمس).
2. کتاب لأبو الفتح الموصلي محمد بن الحسن الأزدي.
3. أبوعبد الله الجعل الحسين بن علي البصري البغدادي، كتاب (جواز ردّ الشمس).
4. أبو القاسم الحاكم النيسابوري الحسكاني الحنفي، رسالة (مسألة في تصحيح ردّ الشمس وترغيم النواصب الشمس).
5. أبو الحسن شاذان الفضلي، رسالة (في طرق حديث ردّ الشمس).
6. اخطب خوارزم، كتاب (ردّ الشمس لأمير المؤمنين).

و هناك مجموعة ممن ذكروا الحديث ضمن تأليفاتهم.

## الأنبياء الذين ردّت لهم الشمس
1. النبي سليمان بن داود عليهم السلام.
2. وصي النبي موسى، يوشع بن نون.

## انظر ايضاً
- مسجد الفضيخ
- آثار ومعالم المدينة المنورة التاريخية
- ناصر حسين الهندي